# Petalostelma
Petalostelma es un género de plantas fanerógamas de la familia Apocynaceae. Contiene siete especies. Es originario de Sudamérica, donde se encuentra en Argentina y en Brasil, en Caatinga.

## Descripción
Son enredaderas sufrútices que alcanza  1 m de alto. Las hojas opuestas o verticiladas, herbáceas, de 3-5 cm de largo y 0.3-2 cm de ancho, lineales o aovadas, obtusas basalmente, el ápice agudo, glabrescentes; con 1-2 coléteres en la base de las hojas.
Las inflorescencias son extra-axilares, siempre una por cada nodo, más cortas el que las hojas adyacentes, con 4-8 pedúnculos de flores, simples, subsésiles o pedunculadas, casi tan largos como los pedicelos, ambos muy delgados y lampiños. 

## Taxonomía
El género fue descrito por Eugène Pierre Nicolas Fournier y publicado en Flora Brasiliensis 6(4): 328, pl. 98. 1885.

## Especies
| - Petalostelma bracteolatum (E.Fourn.) Fontella - Petalostelma calcaratum (Decne.) Fontella - Petalostelma cearense Malme - Petalostelma dardanoi Fontella - Petalostelma martianum E.Fourn. - Petalostelma robertii (S.Moore) Liede & Meve - Petalostelma sarcostemma (Lillo) Liede & Meve |